# Éric Jourdan
Éric Jourdan, (1938 - París, 7 de febrero de 2015) fue un escritor francés. Tomó el nombre de Jean-Éric Green desde su adopción a la edad adulta por el también escritor Julien Green con quien vivió hasta su muerte. Fue inhumado junto a su padre adoptivo en la capilla de la Virgen de la iglesia Saint-Egid en Klagenfurt, Austria, el jueves 19 de febrero de 2015. Días más tarde, el viernes 27 de febrero, a las 16:30, se celebró una misa en su memoria en la iglesia Saint-Roch de París.
Éric Jourdan es el autor en 1955, a la edad de 17 años, de la novela Los Malos Ángeles, censurada casi inmediatamente debido a su tema: la relación íntima entre dos chicos adolescentes. Fue dos veces prohibida en Francia durante veintinueve años, lo que no impidió que tuviera ediciones de lujo y sobre todo su primera traducción inglesa bajo el título Two por Richard Howard.
Este autor francófono vivía alejado del "mundo literario parisino", y de la política. No formaba parte de ninguno de los círculos de la sociedad. De orígenes diversos: País de Gales y País Vasco del lado paterno, Saboya y Tirol del lado materno, e hijo adoptivo del escritor Julien Green (de origen estadounidense), considerado como uno de los principales autores de la lengua francesa del siglo. Ha cambiado varias veces de identidad y ha escrito bajo varios nombres que nunca ha revelado.

## Obras principales
- Los malos Ángeles, prefacio de Robert Margerit, ediciones la Pensée moderne, 1955; ediciones de la Musardine, 2001
- Saccage, Plon, 1956 (bajo el título Angustia y Violencia); ediciones La Musardine, 2005; ediciones France Loisirs, 2006 (en su texto integral desde La Musardine)
- Las Aficiones oscuras, Plon, 1958 (reeditado en su texto integral bajo el título El Chico de alegría por ediciones La Musardine, 2006)
- La Señora de pincho, en colaboración con Dita Parlo, adaptación libre de Pouchkine, guion y diálogos con Julien Green, película filmada en 1965
- Caridad, ediciones de la Différence, 1985 ; éditions du Seuil « Points romans », 1991
- Que es allí ?, cuentos para niños, ilustraciones de Topor, ediciones Publisud, 1985
- Barba Azul, Croquemitaine y compañía, cuentos y nuevas malveillants, ilustraciones de Paula Rego, ediciones Maren Sell, 1986; La Différence, 1996
- Antología del miedo, entre perro y lobo, ediciones Maren Sell, 1986; éditions du Seuil, 1989
- Amotina, éditions du Seuil, 1991
- Sangre, éditions du Seuil, 1992
- El Amor Bruto, Flammarion, 1993; La Musardine, 2006 (en su texto integral)
- El Chico de alegría, Stock, 1993; La Musardine, 2006 (en su texto integral)
- Sexualmente incorrecto, El Taller contemporáneo, 1995 (sexta parte y final del Chico de alegría, publicado antes La Musardine)
- Álbumes de la Pléiade: Julien Green, biblioteca de la Pléiade, ediciones Gallimard, 1998
- La Banda a Bécu en Touraine, Lorisse, 1999
- Para Nunca, Joëlle Losfeld, 2001; ediciones H&O, 2006
- Sin leyes ni Dioses: Lo Sueña de Alcibiade, H&O, 2006; H&O « Bolsillo », 2010
- A los Gémonies, H&O, 2007
- Tres cœurs, Fayard - Pauvert, 2008
- El Joven Soldado, Fayard - Pauvert, 2009 ; La Musardine, 2011
- Retrato de un joven señor en dios de los moissons, La Musardine, 2010
- Teniente Darmancour, H&O, 2010
- El Chico y el Diablo, H&O, 2011

### Teatro
Éric Jourdan es también el autor de numerosas piezas de teatro cuyo una sola, Bandera Negra, ha sido jugada off Apuestas, a Clichy en 1987 (35 representaciones) después al festival de Taormina, traducida por Sandro Segui.
- Bandera Negra, 1987
  - Historia de dos jóvenes anarquistas refugiados en una fábrica al abandono después de un atentado ; lo uno está atraído por su compañero que no comprende .
- El Día de Gloria está llegado (en colaboración con Franz-Olivier Giesbert), He leído « Humor », 2006